# Le Rebelle (film, 1980)
Pour les articles homonymes, voir Le Rebelle.
Pour plus de détails, voir Fiche technique et Distribution.
Le Rebelle est un film français réalisé par Gérard Blain et sorti en 1980.

## Synopsis
Pierre, un jeune banlieusard réfractaire aux règles de la société, subvient aux besoins de sa mère et de sa petite sœur Nathalie en commettant divers délits. Le décès de sa mère, entraînant sa séparation d’avec sa sœur, va exacerber sa révolte et le conduire aux pires extrémités...

## Fiche technique
- Titre : Le Rebelle
- Titre original : Le Rebelle
- Réalisation : Gérard Blain
- Assistant réalisateur : Jean-Jacques Aublanc
- Scénario : Gérard Blain, André Debaecque
- Musique : Catherine Lara
- Photographie : Emmanuel Machuel
- Son : Alex Pront
- Montage : Jean-Philippe Berger
- Pays de production :  France
- Langue de tournage : français
- Producteur : Louis Duchesne
- Sociétés de production : Antenne 2, Auditrust, Les Films Molière, Les Films du Pélican, ROC, Telecipro
- Sociétés de distribution : Les Films Molière, Noblesse Oblige Production
- Format : couleur par Eastmancolor — 1.66:1 — son monophonique — 35 mm
- Genre : drame
- Durée : 98 minutes
- Date de sortie : France : 12 novembre 1980

## Distribution
- Patrick Norbert : Pierre
- Michel Subor : Hubert Beaufils
- Isabelle Rosais : Nathalie
- Jean-Jacques Aublanc : Alain
- Françoise Michaud : Corinne
- Alain Jérôme : Jean-Claude
- Robert Delarue : le commissaire de police
- Germaine Ledoyen : Mme Roussel
- Monique Gilliot : l'assistante sociale
- Maurice Rollet : André Chardonnet
- Hervé Claude : lui-même
- Marc Alfos : Jean-Luc
- Gérard Molina : ?